# Cucuteni (gmina)
Cucuteni – gmina w Rumunii, w okręgu Jassy. Obejmuje miejscowości Băiceni, Bărbătești, Cucuteni i Săcărești. W 2011 roku liczyła 1244 mieszkańców.